# كيزيليورت
كيزيليورت (بالروسية: Кизилюрт) هي إحدى مدن روسيا في الكيان الفدرالي الروسي داغستان.

## المناخ
يظهر الجدول التالي التغييرات المناخية على مدار السنة لكيزيليورت:
| البيانات المناخية لـكيزيليورت     | البيانات المناخية لـكيزيليورت | البيانات المناخية لـكيزيليورت | البيانات المناخية لـكيزيليورت | البيانات المناخية لـكيزيليورت | البيانات المناخية لـكيزيليورت | البيانات المناخية لـكيزيليورت | البيانات المناخية لـكيزيليورت | البيانات المناخية لـكيزيليورت | البيانات المناخية لـكيزيليورت | البيانات المناخية لـكيزيليورت | البيانات المناخية لـكيزيليورت | البيانات المناخية لـكيزيليورت | البيانات المناخية لـكيزيليورت |
| الشهر                             | يناير                         | فبراير                        | مارس                          | أبريل                         | مايو                          | يونيو                         | يوليو                         | أغسطس                         | سبتمبر                        | أكتوبر                        | نوفمبر                        | ديسمبر                        | المعدل السنوي                 |
| --------------------------------- | ----------------------------- | ----------------------------- | ----------------------------- | ----------------------------- | ----------------------------- | ----------------------------- | ----------------------------- | ----------------------------- | ----------------------------- | ----------------------------- | ----------------------------- | ----------------------------- | ----------------------------- |
| متوسط درجة الحرارة الكبرى °م (°ف) | 1.9 (35.4)                    | 3.1 (37.6)                    | 7.7 (45.9)                    | 15.8 (60.4)                   | 22.4 (72.3)                   | 27.1 (80.8)                   | 29.7 (85.5)                   | 29.0 (84.2)                   | 23.7 (74.7)                   | 16.9 (62.4)                   | 9.7 (49.5)                    | 4.5 (40.1)                    | 16.0 (60.7)                   |
| المتوسط اليومي °م (°ف)            | −1.2 (29.8)                   | −0.2 (31.6)                   | 4.0 (39.2)                    | 11.0 (51.8)                   | 17.5 (63.5)                   | 22.2 (72.0)                   | 25.0 (77.0)                   | 24.3 (75.7)                   | 19.1 (66.4)                   | 12.8 (55.0)                   | 6.4 (43.5)                    | 1.7 (35.1)                    | 11.9 (53.4)                   |
| متوسط درجة الحرارة الصغرى °م (°ف) | −4.3 (24.3)                   | −3.4 (25.9)                   | 0.4 (32.7)                    | 6.3 (43.3)                    | 12.7 (54.9)                   | 17.3 (63.1)                   | 20.3 (68.5)                   | 19.6 (67.3)                   | 14.6 (58.3)                   | 8.7 (47.7)                    | 3.2 (37.8)                    | −1.1 (30.0)                   | 7.9 (46.2)                    |
| الهطول مم (إنش)                   | 20 (0.8)                      | 24 (0.9)                      | 21 (0.8)                      | 27 (1.1)                      | 43 (1.7)                      | 49 (1.9)                      | 37 (1.5)                      | 30 (1.2)                      | 39 (1.5)                      | 38 (1.5)                      | 31 (1.2)                      | 22 (0.9)                      | 381 (15)                      |
| المصدر: Climate-Data.org          |                               |                               |                               |                               |                               |                               |                               |                               |                               |                               |                               |                               |                               |

## أعلام
- طاهر حبيب الله يف
- منصور عيسى يف
- ماغوميد عمروف